# Olof Ask
Olof Ask (* 18. März 1982) ist ein schwedischer ehemaliger Handballspieler.
Der 1,91 Meter große und 97 Kilogramm schwere Kreisläufer spielte anfangs bei H 43 Lund und in Lundegård. Anschließend spielte er beim GOG Svendborg TGI, den er im März 2010 wegen dessen finanzieller Probleme verließ. Daraufhin war er bei KIF Kolding aktiv. Nachdem Ask in der Saison 2010/2011 bei AaB Håndbold unter Vertrag stand, wechselte er zu OV Helsingborg., wo er 2014 seine Karriere beendete.
Mit Lund spielte er im EHF-Challenge Cup, mit Svendborg im EHF-Pokal (2010) und in der EHF Champions League (2008, 2009).
Olof Ask bestritt elf Länderspiele für die schwedische Nationalmannschaft, in denen er acht Treffer erzielte.